# Aukštojas
Aukštójas (sau Aukštàsis kálnas) este un deal situat în satul Juozapinė, la 24 km sud-est de Vilnius, în apropierea graniței cu Belarus, la 3,5 km sud-vest de satul Medininkai, în rezervația naturală Juozapinė. Vârful Aukštoja este cel mai înalt punct din Lituania, altitudinea deasupra nivelului mării fiind de 293,84 m, conform măsurătorilor efectuate în anul 2004 de către specialiștii Institutului de Geodezie al Universității Tehnice din Vilnius, folosind tehnologia GPS. Anterior, cel mai înalt punct din Lituania fusese considerat dealul Juozapinė, care are o altitudine de 292,7 m și care se găsește la aproximativ 500 m est de dealul Aukštojas.

## Denumire
Numele „Aukštojas” a fost sugerat de Libertas Klimka, profesor de istorie la Universitatea Pedagogică din Vilnius, în cadrul unui concurs pentru a decide cel mai bun nume pentru elevația nou descoperită. Aukštėjas (Aukštojas, Aukštujis) a fost unul dintre cele mai importanți zei din mitologia lituaniană, fiind considerat creatorul lumii. Dealul a fost „botezat” pe 20 iunie 2005, în timpul unei ceremonii neoficiale. Numele a fost aprobat oficial la data de 18 noiembrie 2005, prin Hotărârea nr. T3-329 a Consiliului Districtual Vilnius, care prevede: „Se aprobă denumirea celui mai înalt loc de pe suprafața Republicii Lituania (293,84 m deasupra nivelului mării), situat în satul Juozapinė, Medininkai sen., districtul Vilnius - Aukštojas".

## Geologie
Din punct de vedere structural, dealul s-a format în timpul penultimei ere glaciare. Alcătuit din lut morenic și lut nisipos cu un amestec de pietriș și bolovani. Pantele nordică și estică ale muntelui sunt line, în timp ce versanții sudic și vestic sunt ceva mai abrupți. Dealul face parte din Rezervația Germorfologică de Stat Juozapinė (251 ha).